# واجهة مستخدم رسومية

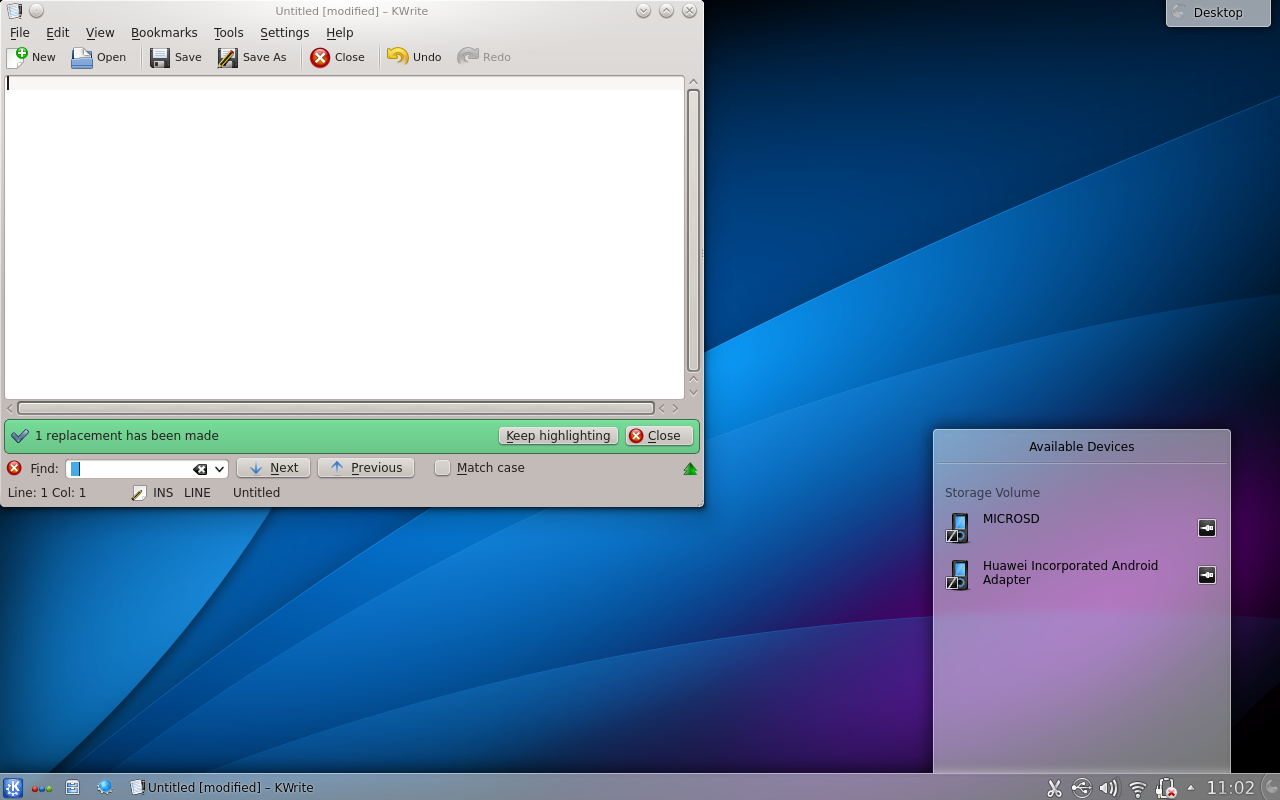
صورة من واجهة مستخدم رسومية متطورة كدي

واجهة المستخدم الرسومية (بالإنجليزية: Graphical User Interface أو اختصاراً GUI)‏ تشكل واجهة مستخدم تؤمن للمستخدم التفاعل مع الحاسب باستخدام أغراض وصور رسومية غالباً ما تتكون من عناصر التحكم والنوافذ وقوائم منبثقة إضافة لنصوص توجه المستخدم لأحداث مخصصة مثل النقر على الفأرة لإضافة وإدخال نصوص ليقوم الحاسب بما يريد المستخدم. جميع الأفعال والمهام التي يمكن للحاسب تنفيذها تتم عن طريق التطبيق المباشر لأحداث على العناصر الرسومية (عناصر التحكم).

## تاريخ
مثل ما حدث مع العديد من التطورات في تاريخ الحاسوب، كانت بعض أفكار اعتماد الواجهة الرسومية على أجهزة الحاسوب موجودة حتى قبل ظهور تقنية كافية لتصنيع مثل هذه الأجهزة بفترة طويلة. حيث كان فانيفار بوش من أوائل الأشخاص الذين صرحوا عن وجود مثل هذه الأفكار. فقد كتب في أوائل الثلاثينات من القرن الماضي عن جهاز أطلق عليه اسم ميمكس "'Memex”. تخيل بوش هذا الجهاز على شكل مكتب مزود بشاشتي عرض رسومية -يعملان عن طريق اللمس- ، مع لوحة مفاتيح وماسحة ضوئية. وعن طريق هذه الأنظمة يمكن المستخدم من الوصول لكافة المعارف البشرية باستخدام وصلات مشابهة في طريقة عملها عمل الارتباطات التشعبية (Hyperlinks) للشبكة العالمية. ولكن حتى هذه اللحظة، لم يُخْتَرَع الحاسوب الرقمي بعد، لذلك كان من الاستحالة تطبيق أفكار بوش على أرض الواقع، ولهذا السبب لم تنتشر أفكاره على نطاق واسع ذلك الوقت.
ولكن ومع بداية سنة 1937م بدأت عدة مجموعات حول العالم بتصميم أجهزة الحاسوب الرقمية. ومع قيام الحرب العالمية الثانية زادت نسبة الدافعية والتمويل لاختراع آلات حساب قابلة للبرمجة. حيث كانوا بحاجة لمثل هذه الأجهزة للقيام بالعديد من الأمور بدئا من تقدير مواضع إطلاق النار من المدفعية إلى اختراق رموز العدو السرية. زود الإنتاج التجاري والمبدع للأنابيب المفرغة تقنيات المفاتيح الكهربائية السريعة والتي من شأنها أن حولت أجهزة الحاسوب إلى أجهزة مفيدة. وفي عام 1945 أعاد بوش النظر في أفكاره القديمة في مقالة بعنوان "كما كنا نعتقد” والذي نشرت في مجلة الأطلسي الشهرية (Atlantic Monthly) ، وكانت هذه المقالة هي التي ألهمت انجلبارت دوجلاس الصغير لمحاولة بتطبيق هذه الأفكار لبناء مثل هذه الأجهزة بصورة فعلية.

## اقرأ أيضًا
- اختبار قابلية الاستخدام
- حوسبة سطوحية